# Cochlorhinus ziczac
Cochlorhinus ziczac är en insektsart som beskrevs av Ball 1915. Cochlorhinus ziczac ingår i släktet Cochlorhinus och familjen dvärgstritar. Inga underarter finns listade i Catalogue of Life.